# Нусах Эрец Исраэль
Нусах Эрец Исраэль — распорядок молитв, который использовали общины Палестины, Египта, Сирии. Возник в период поздней античности. Различия между вавилонским нусахом и нусахом Эрец Исраэль — незначительны. Нусах Эрец Исраэль наполнен псалмами и пиютами, в отличие от вавилонского.

## История
В 1898 году Ш. Шехтер опубликовал первый аутентичный литургический текст нусаха Эрец Исраэль, обнаруженный им в каирской генизе. Одной из наиболее важных находок стал махзор Янная.
Все же современные каноны восходят к вавилонскому нусаху с добавлением некоторых палестинских элементов.

## Различия
- В Палестине раввины в синагоге на первых рядах сидели лицом к ковчегу вместе с общиной[6] (в Вавилонии — отдельно, лицом к общине[7])
- Раввинов в Палестине называли «рабби»[8][9] (в Вавилонии — «рав»)
- В нусахе Эрец Исраэль Шма читали сидя[10] (в вавилонском нусахе — стоя)
- В Вавилонии и Палестине благословения после Шма — различны[11]
- В нусахе Эрец Исраэль в каждом благословении наличествует стих из Псалтири или Танаха[12] (в вавилонском нусахе стихи из Танаха — редки)
- В нусахе Эрец Исраэль после хафтарот, произнося благословение, вставали[13] (в вавилонском нусахе — сидят)
- В нусахе Эрец Исраэль молитва «Шмоне эсре» состояла из 18-и благословений, отчего носила название Шмоне эсре[14][15] (в вавилонском нусахе молитва «Амида» состоит из 19-и благословений)
- В нусахе Эрец Исраэль серединное (4-е) благословение о субботе в субботней молитве «Амида» (ме-эн шева) оканчивали словами «Тот, Кто освящает Израиль и субботу»[16] (в вавилонском нусахе завершают словами «Тот, Кто освящает субботу»)
- В Палестине произносили молитву «Шмоне эсре» громко вслух всей общиной вместе[17][18] (в Вавилонии молитву «Амида» произносили бесшумно «про себя» каждый еврей отдельно от общины[19])
- В Палестине биркат коханим в молитве «Амида» пропускали, если в общине отсутствовали кохены[20] (в вавилонском нусахе биркат коханим зачитывает шлиах-цибур («посланник общины») — любой еврей, ведущий общинную молитву)
- В нусахе Эрец Исраэль благословение «Хавинену» было составлено из 12-и серединных благословений молитвы «Шмоне эсре» и стиха из книги пророка Исаии (в вавилонском нусахе «Хавинену» состоит из 13-и благословений молитвы «Амида» и парафраза стиха из книги пророка Исаии)
- В нусахе Эрец Исраэль «Хавинену» произносили на протяжении всего года, потому что она содержала упоминания о летних росах и зимних дождях для Палестины (в вавилонском нусахе «Хавинену» произносят лишь летом, потому что она не содержит упоминания о дождях)
- В Палестине в течение библейского ежегодного дня поста Йом кипур кохены произносили биркат коханим четырежды[21] (в Вавилонии — трижды)
- В Палестине публичное чтение малых по объёму отрывков Торы в общине распределяли на 3.5 года[22][23][24] (в Вавилонии — на год[25][26])
- В Палестине прочитывание свитка Торы в течение 3.5 лет разделяли на 154 седарим[27] (в Вавилонии разделяли на год на 54 паршийот[28])
- Таргумы Палестины и Вавилонии — различны[29]
- В Палестине после каждого зачитанного стиха из свитка Торы произносили синхронный перевод на иудео-арамейском языке[30] (в Вавилонии прочитывали по 3 стиха сразу)
- В нусахе Эрец Исраэль благословения после съеденной пищи были названы «Биркат мазон» и составлены в двух вариантах, кратко — для будней, удлинённое субботнее первое благословение из трёх, в каждое благословение вставлены стихи из Тили́н[31] (в вавилонском нусахе благословения названы «Биркат ха-мазон» и имеют одинаковый вид как для будней, так и на субботу, стихи из Псалтири отсутствуют)
- В нусахе Эрец Исраэль было принято произносить слово «аминь» после четвёртого благословения молитвы «Биркат мазон»[32] (в вавилонском нусахе слово «аминь» произносят после третьего благословения[33] молитвы «Биркат ха-мазон»)
- В нусахе Эрец Исраэль было 2 благословения[34] о восточном ветре, который приносил необходимый палестинской земле дождь, одно благословение о восточной буре («Благословен… сила и мощь которого наполняет мир»), другое — об обычном восточном ветре («Благословен… совершающий дела творения (природы)») (в вавилонском нусахе — лишь благословение о буре)
- В палестинских синагогах особо развивали поэтическую агаду (пиюты)[35] (вавилонские же евреи предпочитали головоломную галаху)
- Палестинская Гмара — проста и логична[35] (вавилонская — остроумна, отличается запутанностью стиля)
- Палестинские академии выработали этику[35] (вавилонские — гражданское право)